# مصطفی کابوره
مصطفی کابوره (انگلیسی: Moustapha Kaboré؛ زادهٔ ۱ ژانویهٔ ۱۹۹۶) بازیکن فوتبال اهل بورکینافاسو است.
از باشگاه‌هایی که در آن بازی کرده است می‌توان به باشگاه فوتبال متس اشاره کرد.
وی همچنین در تیم ملی فوتبال بورکینافاسو بازی کرده است.